# Tolånga församling
Tolånga församling var en församling i Lunds stift och i Sjöbo kommun. Församlingen uppgick 2010 i Lövestads församling.

## Administrativ historik
Församlingen har medeltida ursprung. 
Församlingen var till 1962 annexförsamling i pastoratet Vanstad och Tolånga som från 1 maj 1933 även omfattade Röddinge och Ramsåsa församlingar. Från 1962 till 2010 var den annexförsamling i pastoratet Lövestad, Vanstad, Tolånga och Röddinge. Församlingen uppgick 2010 i Lövestads församling.

## Kyrkor
- Tolånga kyrka